# Rodrigo Pacheco Méndez
Rodrigo Pacheco Méndez (* 25. April 2005 in Mérida) ist ein mexikanischer Tennisspieler.

## Persönliches
Pacheco Méndez trainiert am Crédito Real Tennis Center in Mérida unter dem Trainer Alain Lemaitre.

## Karriere
Pacheco Méndez ist noch bis Ende 2023 auf der ITF Junior Tour spielberechtigt. In der Jugend-Rangliste erreichte er mit Rang 4 seine bislang höchste Notierung. Bei Grand-Slam-Turnieren erreichte er 2022 sowohl bei den Australian als auch bei den French Open das Viertelfinale. Zudem gewann er ein Turnier der zweithöchsten Turnierkategorie, das J1 Mérida. Beim ITF Junior Masters 2023 stand er im Finale, welches er gegen Joel Schwärzler mit in zwei Sätzen verlor.
Bei den Profis spielte Pacheco Méndez ab 2022. Auf der drittklassigen ITF Future Tour konnte er im Einzel bislang einmal das Viertelfinale erreichen. Im Doppel konnte er in Morales, bei einem Challenger, ins Viertelfinale einziehen. Den einzigen Auftritt auf der ATP Tour hatte er im August in Los Cabos, wo er von den Turnierverantwortlichen eine Wildcard fürs Einzel bekam. Dort gab er in der ersten Runde gegen Rinky Hijikata im zweiten Satz auf. In der Tennisweltrangliste konnte er sich durch erste Punkte platzieren, allerdings außerhalb der Top 1000.

## Erfolge
| Legende (Anzahl der Siege) |
| Grand Slam                 |
| ATP Finals                 |
| ATP Tour Masters 1000      |
| ATP Tour 500               |
| ATP Tour 250               |
| ATP Challenger Tour (1)    |

### Doppel

#### Turniersiege
| Nr. | Datum         | Turnier | Belag | Partner           | Finalgegner                      | Ergebnis |
| --- | ------------- | ------- | ----- | ----------------- | -------------------------------- | -------- |
| 1.  | 22. März 2025 | Mérida  | Sand  | Kilian Feldbausch | George Goldhoff Trey Hilderbrand | 6:4, 6:2 |